# Phalacrotophora luteifascia
Phalacrotophora luteifascia är en tvåvingeart som beskrevs av Borgmeier 1934. Phalacrotophora luteifascia ingår i släktet Phalacrotophora och familjen puckelflugor. Inga underarter finns listade i Catalogue of Life.